# Jerzy Duda-Gracz

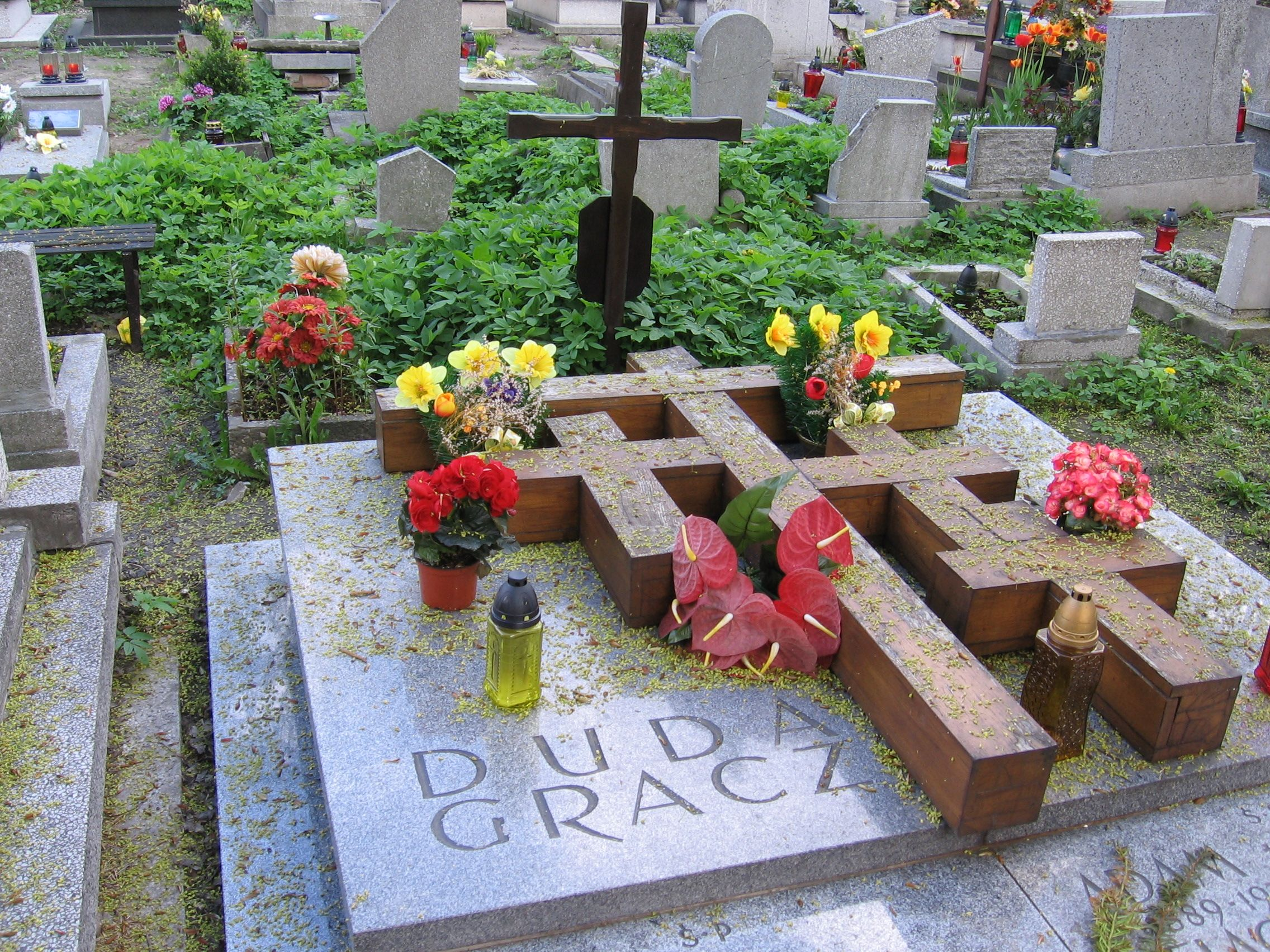
Grób na cmentarzu przy ul. Sienkiewicza w Katowicach

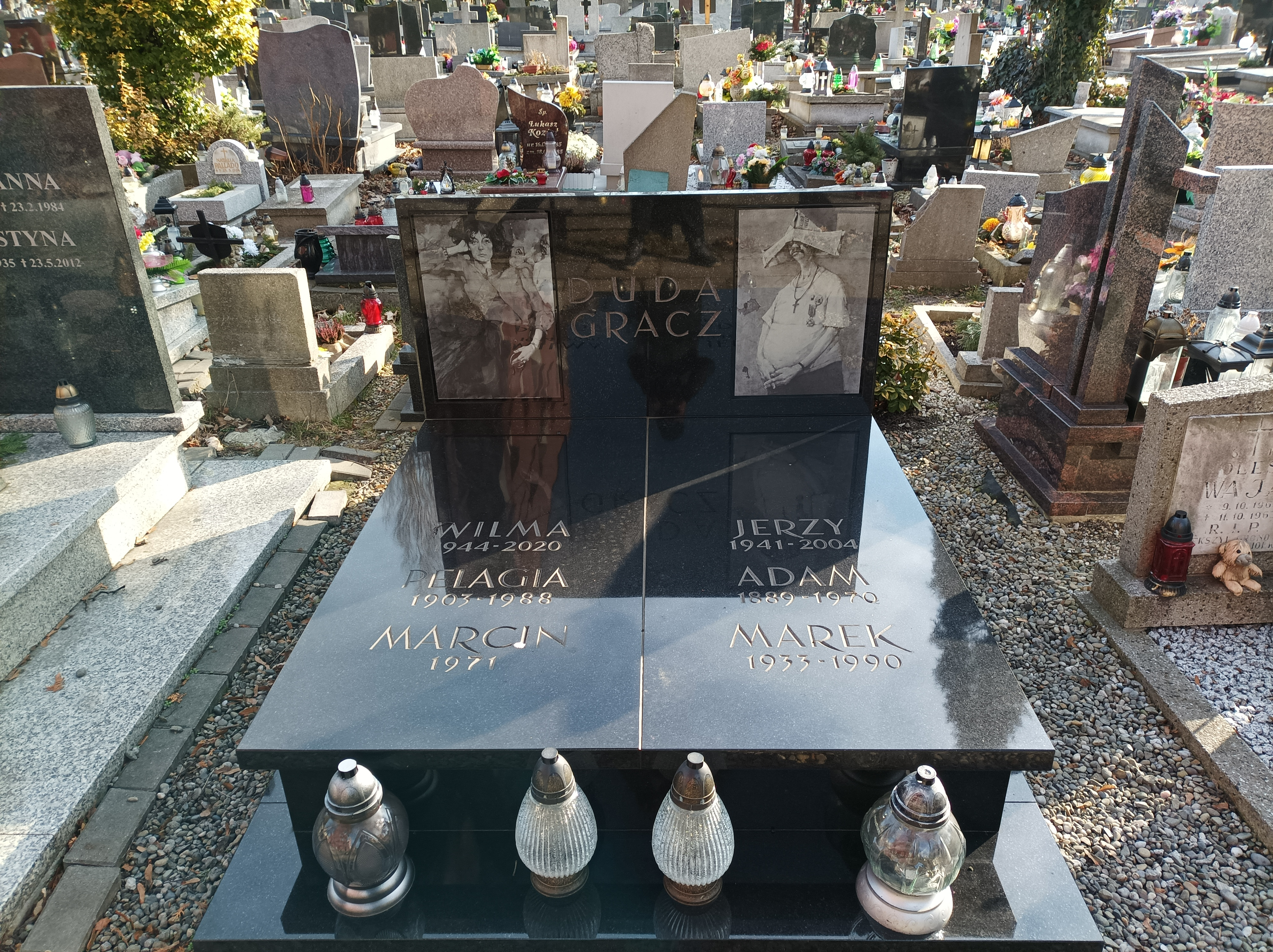
Grób Jerzego Dudy-Gracza w Katowicach (2022)

Jerzy Duda-Gracz lub Jerzy Dierżysław Duda vel Gracz (ur. 20 marca 1941 w Częstochowie, zm. 5 listopada 2004 w Łagowie) – polski malarz, rysownik, scenograf, profesor, ojciec reżyserki teatralnej Agaty Dudy-Gracz.

## Życiorys
Ukończył Państwowe Liceum Technik Plastycznych w Częstochowie, a następnie Akademię Sztuk Pięknych im. Jana Matejki w Krakowie Wydział Grafiki w filii w Katowicach (obecnie Akademia Sztuk Pięknych w Katowicach), gdzie otrzymał dyplom w 1968 roku. Później pracował w ZWUS. Nauczał na Wydziale Grafiki w latach 1976–1982, był docentem, nauczycielem akademickim malarstwa i grafiki. W latach 1992–2001 nauczał w Europejskiej Akademii Sztuk w Warszawie, a później, aż do śmierci, był pracownikiem Wydziału Radia i Telewizji im. K. Kieślowskiego Uniwersytetu Śląskiego w Katowicach.
W 2001 r. uzyskał tytuł profesora sztuk plastycznych.

### Twórczość
Był określany jako wnikliwy satyryk, o ostrym programie publicystyczno-moralizatorskim. Jego malarstwo zawsze budziło silne emocje. Przedstawiając ludzi o karykaturalnie zdeformowanych ciałach oraz używając czytelnych symboli, obnażał ludzkie wady – głupotę, nietolerancję, zakłamanie, chamstwo, lenistwo, ślepą fascynację pieniądzem i kulturą amerykańską.
Każdy jego obraz oznaczony jest numerem i datą. Artysta tłumaczył, że ta dokumentacja miała być początkowo czynnikiem dyscyplinującym młodego malarza. Po latach okazało się to bardzo przydatne w tropieniu falsyfikatów.
Krzysztof Teodor Toeplitz pisał o malarstwie Dudy-Gracza, że to świat głęboko tragiczny. Świat, w którym człowiek nie potrafi znaleźć wewnętrznej harmonii i godnego miejsca. Często także wpisywano artystę w nurt groteski, porównując jego twórczość z malarstwem Petera Bruegla i Witolda Wojtkiewicza.
Sam artysta tak mówił o swojej sztuce: „maluję świat, który odchodzi, umiera, gdzie więcej jest snu, zdarzeń z dzieciństwa, świat w pejzażu przedindustrialnym. Na moich obrazach nie ma drutów telefonicznych, kabli, anten satelitarnych, samochodów, samolotów – tego wszystkiego, co zaprowadzi człowieka z powrotem na drzewo, jeżeli nadal będzie się tak intensywnie rozwijał pod tym względem” ; „Maluję to, co mi w duszy gra; im bardziej człowiek pierniczeje, tym lepiej wie, że odchodzi, a z nim cały ten świat. Z upływem czasu rodzi się czułość i tęsknota za tym, co bezpowrotne”.
Z okazji jubileuszu 25-lecia pracy artystycznej, powiedział, że „żegna się z publicystyką, bo przeszły mu już naiwne pasje poprawiania świata”.

### Śmierć
Twórca zmarł na trzeci zawał serca 5 listopada 2004, podczas wieczornej drzemki w trakcie pleneru malarskiego w Łagowie.

## Dzieła
Do najbardziej znanych prac zalicza się m.in.:
- Pamięci ojca (1970)
- List na zachód (1973)
- Jeźdźcy Apokalipsy, czyli Fucha (1977)
- Kalendarz polski (1981)
- Wigilia (1981)

Stworzył wiele autoportretów oraz portretów – m.in. Jerzego Waldorffa i Kazimierza Rudzkiego.

### Cykle malarskie
- Motywy i Portrety Polskie (1968–1979)
- Motywy, Tańce, Dialogi Polskie (1980–1983)
- Obrazy Jurajskie (1984–1986)
- Obrazy Arystokratyczno-Historyczne (1985–1991)
- Pejzaże Polskie i Obrazy Prowincjonalno-Gminne (od 1986)
- Golgota Jasnogórska (2000–2001)

#### Cykl obrazów „Chopinowi”
Od 1999 malarz pracował nad cyklem obrazów będących malarską interpretacją wszystkich dzieł ulubionego kompozytora katowickiego artysty – Fryderyka Chopina. Prace te ukończył jesienią 2003. Każdy z utworów posiada swój własny obraz, a w przypadku większych form muzycznych – każda z jego części. Wszystkie te obrazy, wedle słów samego artysty, zostały namalowane po uprzednich głębokich studiach nad życiem i twórczością Chopina ze szczególnym uwzględnieniem wypowiedzi kompozytora na temat swoich dzieł. Całość tworzy przedsięwzięcie artystyczne pt. Chopinowi składające się z 313 dzieł obrazujących 295 utworów. Cykl składa się z serii prac akwarelowo-temperowych („Etiudy”, „Preludia”, „Pieśni”), olejnych (wszystkie pozostałe formy muzyczne), oraz całunów symbolizujących utwory zaginione.
Obrazy te, w postaci ekspozycji multimedialnej, były prezentowane na Światowej Wystawie EXPO 2005 w Japonii , a po raz pierwszy zostały udostępnione bezpośrednio widzom na jesieni 2005 w salach Teatru Wielkiego – Opery Narodowej w Warszawie, z okazji odbywającego się w tym samym czasie XV Międzynarodowego Konkursu Chopinowskiego.

### Największe realizacje
- Przemienienie – plafon utworzony dla kościoła pw. Przemienienia Pańskiego we wsi Kamion-Toporów (Parafia św. Franciszka z Asyżu w Toporowie) – 1995
- Golgota Jasnogórska, klasztor o.o. Paulinów, Częstochowa – 2000/2001

### Realizacje scenograficzne
- 1981: Filomena Marturano reż. M. Pawlicki, Teatr Śląski w Katowicach, Katowice
- 1984: Gra o Każdym reż. A. Dziuk, Teatr Stary, Kraków
- 1988: Carmen reż. M. Fołtyn, Państwowa Opera Śląska w Bytomiu, Bytom
- 1993: Pokusa reż. A. Dziuk, Teatr S.I. Witkiewicza, Zakopane
- 1999: Don Giovanni reż. W. Ochman, Państwowa Opera Śląska w Bytomiu, Bytom
- 2000: Grześkowiak reż. Laco Adamik, Centrum Sztuki Impart, Wrocław
- 2003: Kaligula reż. Agata Duda Gracz, Teatr J. Słowackiego, Kraków

## Ważniejsze wystawy

### W Polsce
- „Kultura Ludowa. Kultura Narodowa”, Galeria Zachęta, Warszawa 1978
- „Polaków Portret Własny”, Muzeum Narodowe, Kraków 1979
- „Malarstwo Polskie XX wieku”, Muzeum Narodowe, Kraków 1984
- „Życie Ludzi – Los Ziemi”, Galeria Zachęta, Warszawa 1986
- „Miasto i Ludzie w sztuce współczesnej”, Muzeum Historii M. Kraków 1999
- „Osobni” Muzeum Śląskie, Katowice 2000
- „Chopinowi” Jerzy Duda-Gracz, Teatr Wielki Warszawa 2005

### Za granicą
- „Novy Ruch Polonaise”, Galeria Espace Cardin, Paryż 1974
- 41 Międzynarodowe Biennale Sztuki, Wenecja 1984
- 20 i 21 Międzynarodowe Targi Sztuki, Kolonia 1986, 1987
- Wystawa Światowa „EXPO'92" Sewilla 1992
- „Sztuka z Polski”, Krefeld 1998

## Zbiory

### Prace w zbiorach krajowych

#### W Muzeach Narodowych
Warszawa, Kraków, Wrocław, Poznań, Gdańsk. Muzeum Sztuki – Łódź, Muzeum Collegium Maius – Kraków, Muzeum Flagi Ziemi PAN – Warszawa, Centrum Scenografii Polskiej – Katowice, Muzeum Karykatury – Warszawa.

### Muzea okręgowe i miejskie
Katowice, Wałbrzych, Częstochowa, Gliwice, Opole, Słupsk, Olsztyn, Łódź, Bydgoszcz, Toruń, Radom, Bytom, Zabrze, Chełm, Chorzów.

#### Galerie sztuki współczesnej
Opole, Słupsk, Kielce, Łódź, Warszawa, Kraków, Wrocław, Sieradz, Katowice, Gorzów Wielkopolski, Olsztyn.

### Prace w zbiorach zagranicznych
Muzeum Ufizzi – Florencja, Muzeum Watykańskie, Muzeum im. A. Puszkina – Moskwa, Muzeum Miejskie Gandawa, Muzeum Fundacji Bawag – Wiedeń, Muzeum Miejskie – Oldenburg

#### Oraz w galeriach i kolekcjach sztuki współczesnej
Austria, Belgia, Czechy, Dania, Francja, Holandia, Izrael, Japonia, Kanada, Meksyk, Norwegia, Rosja Szwecja, Szwajcaria, USA, Wenezuela, Wielka Brytania, Włochy, Węgry.

### Kolekcje prywatne
Wiesława Ochmana, Wojciecha Fibaka, Krafta-Alexandra księcia zu Hohenlohe-Oehringen.

## Nagrody i odznaczenia oraz upamiętnienie artysty

### Nagrody, medale i wyróżnienia regulaminowe oraz nagrody za wystawy i działalność artystyczną
- Nagroda Krytyki im. Cypriana Kamila Norwida, 1975
- Nagroda Prezesa Rady Ministrów II Stopnia, 1979
- Nagroda Prezydenta Miasta Katowice
- Nagroda Wojewody Katowickiego
- Nagroda Ministra Kultury i Sztuki I stopnia, (1985)
- Nagroda TPSP – Warszawa, za wydarzenie artystyczne roku („Obrazy holenderskie”), 1987
- Nagroda Polskiego Radia Katowice im. Juliusza Ligonia
- Nagroda Ministra Spraw Zagranicznych, 1988
- Medal „Polonia” i Srebrny Medal Solidarności Globalnej (za udział w EXPO'92), 1993
- Honorowa Nagroda Literacko-Artystyczna „Metafory” im. Klemensa Janickiego, Bydgoszcz, 1998
- Nagroda „Hanys”, Ruda Śląska, 2000

### Ordery i odznaczenia
- Krzyż Wielki Orderu Odrodzenia Polski (Postanowieniem Prezydenta RP z 21 lutego 2000 r., „W uznaniu wybitnych zasług dla kultury polskiej, za osiągnięcia w pracy artystycznej”)[1]
- Krzyż Komandorski Orderu Odrodzenia Polski (1996)[10]
- Krzyż Kawalerski Orderu Odrodzenia Polski (1986)
- Srebrny Krzyż Zasługi (1977)
- Odznaka Zasłużony Działacz Kultury (1980)
- Srebrna Odznaka Zasłużonemu w Rozwoju Województwa Katowickiego (1978)
- Nagroda Św. Brata Alberta (Warszawa 2001)

### Upamiętnienie
Uchwałą Rady Miasta Katowice 2007 roku nazwano jedną z ulic M.Katowice imieniem Jerzego Dudy-Gracza. W 2007 r. Poczta Polska wyemitowała w nakładzie 540 tys. sztuk znaczek pocztowy o nominale 1,35 zł przedstawiający autoportret Jerzego Dudy-Gracza.